# Nemoria
Nemoria är ett släkte av fjärilar. Nemoria ingår i familjen mätare.

## Dottertaxa tillNemoria, i alfabetisk ordning[1]
- Nemoria abdominaria
- Nemoria acora
- Nemoria acutularia
- Nemoria adaluzae
- Nemoria adjunctaria
- Nemoria aemularia
- Nemoria agenoria
- Nemoria albaria
- Nemoria albilineata
- Nemoria anae
- Nemoria anchistropha
- Nemoria antipala
- Nemoria approximaria
- Nemoria arizonaria
- Nemoria associaria
- Nemoria astraea
- Nemoria aturia
- Nemoria bellonaria
- Nemoria bifilata
- Nemoria bipunctata
- Nemoria bistriaria
- Nemoria brunnearia
- Nemoria caerulescens
- Nemoria californica
- Nemoria callirrhoe
- Nemoria capys
- Nemoria capysoides
- Nemoria cara
- Nemoria carbina
- Nemoria carolinae
- Nemoria catachloa
- Nemoria characta
- Nemoria conflua
- Nemoria coniferaria
- Nemoria consimilis
- Nemoria conspersa
- Nemoria coruscula
- Nemoria cosmeta
- Nemoria daedalea
- Nemoria darwiniata
- Nemoria decorata
- Nemoria defectiva
- Nemoria degener
- Nemoria delicataria
- Nemoria dentilinea
- Nemoria diamesa
- Nemoria disjuncta
- Nemoria dorsilinea
- Nemoria duniae
- Nemoria elbae
- Nemoria elfa
- Nemoria epaphras
- Nemoria erina
- Nemoria eugeniae
- Nemoria exertata
- Nemoria extremaria
- Nemoria fassli
- Nemoria festaria
- Nemoria florae
- Nemoria fontalis
- Nemoria franciscae
- Nemoria gerardinae
- Nemoria gladysae
- Nemoria glaucomarginaria
- Nemoria gortaria
- Nemoria haematospila
- Nemoria hazelae
- Nemoria hennei
- Nemoria hudsonaria
- Nemoria hypotiches
- Nemoria imitans
- Nemoria inaequalis
- Nemoria inclusaria
- Nemoria incognita
- Nemoria integra
- Nemoria intensaria
- Nemoria interlucens
- Nemoria isabelae
- Nemoria junctolinearia
- Nemoria karlae
- Nemoria knobelaria
- Nemoria latiaria
- Nemoria latimarginaria
- Nemoria latirosaria
- Nemoria leptalea
- Nemoria leucaspis
- Nemoria ligata
- Nemoria lixaria
- Nemoria lorenae
- Nemoria magnidiscata
- Nemoria marianellae
- Nemoria marielosae
- Nemoria menatstii
- Nemoria mimosaria
- Nemoria modesta
- Nemoria monostigma
- Nemoria morbilliata
- Nemoria mustela
- Nemoria mutaticolor
- Nemoria naidaria
- Nemoria nigricincta
- Nemoria nigrisquama
- Nemoria nympharia
- Nemoria obliqua
- Nemoria olivearia
- Nemoria oppleta
- Nemoria oregonensis
- Nemoria outina
- Nemoria ozalea
- Nemoria pacificaria
- Nemoria packardaria
- Nemoria parcipuncta
- Nemoria parvipuncta
- Nemoria paurocaula
- Nemoria penthica
- Nemoria peruviana
- Nemoria pescadora
- Nemoria pistaciaria
- Nemoria planuscula
- Nemoria prava
- Nemoria priscillae
- Nemoria pulcherrima
- Nemoria pulveraria
- Nemoria pulverata
- Nemoria punctilinea
- Nemoria punctularia
- Nemoria puntillada
- Nemoria purifimbria
- Nemoria radiolinea
- Nemoria rectilinea
- Nemoria remota
- Nemoria rindgei
- Nemoria rosae
- Nemoria roseilinearia
- Nemoria rubrifrontaria
- Nemoria rubrolinearia
- Nemoria rubromarginaria
- Nemoria sarukhani
- Nemoria saryae
- Nemoria saturiba
- Nemoria scotocephala
- Nemoria scriptaria
- Nemoria sectifimbria
- Nemoria sellata
- Nemoria sigillaria
- Nemoria sordifrons
- Nemoria spatha
- Nemoria splendidaria
- Nemoria spurca
- Nemoria strigaria
- Nemoria strigataria
- Nemoria subsequens
- Nemoria tarachodes
- Nemoria tenuilinea
- Nemoria texana
- Nemoria thelys
- Nemoria thymele
- Nemoria tickelli
- Nemoria tisstigmaria
- Nemoria torsilinea
- Nemoria toxeres
- Nemoria tractaria
- Nemoria tuscarora
- Nemoria tutala
- Nemoria unilinearia
- Nemoria unipunctata
- Nemoria unistrigata
- Nemoria unitaria
- Nemoria venezuelae
- Nemoria venustus
- Nemoria vermiculata
- Nemoria versiplaga
- Nemoria winniae
- Nemoria vinocincta
- Nemoria viridaria
- Nemoria viridicaria
- Nemoria viridicincta
- Nemoria virididiscata
- Nemoria xaliria
- Nemoria zelotes
- Nemoria zernyi
- Nemoria zygotaria